# Parmoptila
Parmoptila – rodzaj ptaków z podrodziny astryldów (Estrildinae) w rodzinie astryldowatych (Estrildidae).

## Występowanie
Rodzaj obejmuje gatunki występujące w Afryce Subsaharyjskiej.

## Morfologia
Długość ciała 11 cm; masa ciała 8–10,5 g.

## Systematyka

### Etymologia
Parmoptila: παρμη parmē „mała, okrągła tarcza”; πτιλον ptilon „pióro”.

### Podział systematyczny
Do rodzaju należą następujące gatunki:
- Parmoptila rubrifrons (Sharpe & Ussher, 1872) – mrówinka czerwonoczelna
- Parmoptila woodhousei Cassin, 1859 – mrówinka rudolica
- Parmoptila jamesoni (Shelley, 1890) – mrówinka kongijska – takson wyodrębniony ostatnio z P. rubrifrons[6][7][3][8].